# Pintor de la pantera

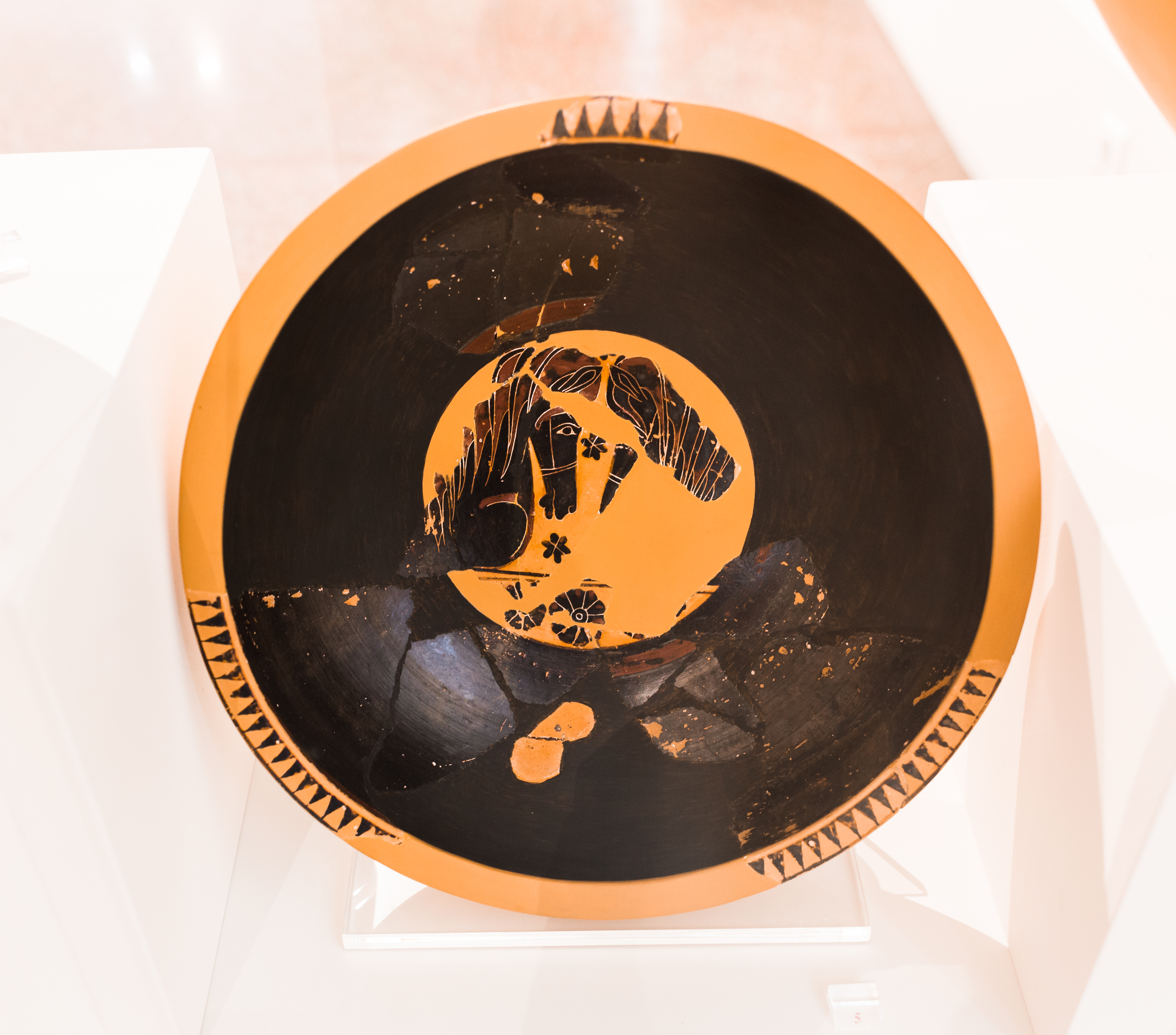
Caballo Ptotomai del Pintor de la Pantera.

El Pintor de la pantera fue un pintor ático de vasos del estilo de figuras negras. Probablemente estuvo activo al mismo tiempo que el Pintor de Neso, o poco después. Ambos compartían una predilección por los frisos de trenzados. Sus vasos se han encontrado en Ática, y fuera de Atenas, en Vari. Por lo tanto, se supone que no vivía y trabajaba en Atenas, sino que solo producía para un pequeño mercado local en Ática. Principalmente pintó lecánides con frisos de animales.

## Obras
- París, Louvre CA 2990, Fragmento de una lecánide.[1]